# Приморский (Темрюкский район)
Примо́рский — посёлок в Темрюкском районе Краснодарского края.
Входит в состав Сенного сельского поселения.

## История
В нескольких километрах от поселка Приморский обнаружены руины древнегреческой колонии.

## География
Уличная сеть
| - пер. Солнечный, - ул. 255 Таманской дивизии, - ул. 383 Стрелковой Дивизии, - ул. 50 лет Октября, - ул. Виноградная, - ул. Гагарина, - ул. Гаражная, - ул. Космонавтов, - ул. Ленина, | - ул. Лермонтова, - ул. Морская, - ул. Набережная, - ул. Песчаная, - ул. Садовая, - ул. Степная, - ул. Строителей, - ул. Школьная, - ул. Энтузиастов. |

## Население
| 2002 | 2010  |
| ---- | ----- |
| 1802 | ↘1616 |